# Giro di Toscana 1969
Il Giro di Toscana 1969, quarantatreesima edizione della corsa, si svolse il 20 aprile su un percorso di 224 km, con partenza a Grosseto e arrivo a Roccastrada. Fu vinto dall'italiano Giorgio Favaro della Filotex davanti ai suoi connazionali Ernesto Jotti e Attilio Rota.

## Ordine d'arrivo (Top 10)
| Pos. | Corridore          | Squadra  | Tempo    |
| ---- | ------------------ | -------- | -------- |
| 1    | Giorgio Favaro     | Filotex  | 5h52'00" |
| 2    | Ernesto Jotti      | Scic     |          |
| 3    | Attilio Rota       | Sanson   |          |
| 4    | Roger Kindt        | Ferretti |          |
| 5    | Ugo Colombo        | Filotex  |          |
| 6    | Adriano Passuello  | Filotex  |          |
| 7    | Enrico Paolini     | Scic     |          |
| 8    | Renzo Baldan       | G.B.C.   |          |
| 9    | Giancarlo Polidori | Molteni  |          |
| 10   | Matteo Cravero     | Sanson   |          |